# ОШ „Лаза К. Лазаревић” Клење
ОШ „Лаза К. Лазаревић”  је основна школа која се налази у насељу Клење, општина Богатић. Основана је 1873. године. Установа има и два издвојена одељења- у Салашу Црнобарском и у Очагама, где наставу похађају ученици првог циклуса основног образовања и васпитања. 

## Опште информације
Матична школа има један  спрат – у приземљу се налазе: просторија за помоћне раднике, просторија за домара, четири учионице од којих је једна кабинет за хемију,  трпезарија и санитарни чвор. Тоалети се састоје од осам женских кабина и четири мушке кабине са по два лавабоа. На спрату се налазе четири учионице, од којих се једна користи као дигитална учионица, наставничка канцеларија, канцеларија секретара, канцеларија шефа рачуноводства и административних радника и канцеларија директора школе. На спрату се налази и  школска библиотека која располаже фондом од укупно 6960 књига. У просеку школу годишње похађа око 300 ученика. 
Установа има и два издвојена одељења- у Салашу Црнобарском и у Очагама, где наставу похађају ученици првог циклуса основног образовања и васпитања. У Црнобарском Салашу постоје четири разреда првог циклуса по једно одељење. Укупно четири одељења.У Очагама су 2 комбинована одељења, у једном одељењу је комбинација разреда II и IV а у другом одељењу I и III разред.

## Историјат
ОШ „ Лаза К.Лазаревић“, Клење основана је 1873. године. Нова школа у Клењу озидана је 1911. године. Школа у Клењу радила је као четвороразредна све до 1948. године када прераста у осмогодишњу. Школа од 1955. године носи име свог ученика Душана Остојића. Најновија, данашња зграда, завршена је и почела са радом 1974. године. Крајем 1978. дозидана је трпезарија са кухињом, а 1982. године уведено централно грејање, озидана котларница и велика шупа за угаљ. Предлог да школа носи име познатог српског књижевника Лазе К. Лазаревића чији корени потичу из Клења усвојен је 2004. године.
Школа је уписана у судски регистар код Привредног суда у Ваљеву под бројем Фи бр.57/05 од 29.07.2005.године. Уписана је Катастар непокретности КО Клење, на кат.парц.1768 у укупној површини од 89 а и 21 м2.Укупна површина сале је 228,48 м2, од чега је површина саме сале без пратећих просторија 167,08 м2.

## Галерија
- Подручно оделење у Салашу Црнобарском